# Charlton Athletic Women's Football Club
Il Charlton Athletic Women's Football Club, noto semplicemente come Charlton Athletic e abbreviato in Charlton Athletic WFC, è una squadra di calcio femminile inglese, sezione femminile dell'omonimo club con sede a Charlton, quartiere di Londra.
La squadra, che nella stagione 2018 milita in Women's Super League 2, secondo livello del campionato inglese femminile di calcio, venne fondata nel 2000 quando il precedente Croydon, che aveva vinto campionato e FA Cup nella stagione precedente, venne assorbito dal club maschile. Da allora la squadra, come Charlton Athletic Ladies Football Club, denominazione utilizzata fino al termine della stagione 2017-2018, ha vinto due campionati di FA Women's Premier League, una Coppa d'Inghilterra, tre Premier League Cup e due Charity/Community Shield.
https://www.cafcwomen.co.uk/page-history.php Archiviato il 10 agosto 2018 in Internet Archive.

## Palmarès

### Competizioni nazionali
- FA Women's Premier League: 2

2010-2011, 2017-2018
- FA Women's Cup: 1

2005
- FA Women's Premier League Cup: 3

2004, 2006, 2015
- FA Women's Community Shield: 2

2000, 2004

### Altri piazzamenti
- FA Women's Cup:

Finalista: 1998, 2003, 2004, 2007
- FA Women's Championship:

Terzo posto: 2018-2019

## Organico

### Rosa 2018
Rosa, ruoli e numeri di maglia come da sito ufficiale, aggiornati al 10 agosto 2018.
| N. |                        | Ruolo | Calciatrice         |
| -- | ---------------------- | ----- | ------------------- |
|    | Inghilterra (bandiera) | P     | Katie Startup       |
|    | Inghilterra (bandiera) | D     | Chloe Brunton-Wilde |
|    | Inghilterra (bandiera) | D     | Grace Coombs        |
|    | Inghilterra (bandiera) | D     | Charlotte Kerr      |
|    | Inghilterra (bandiera) | D     | Nicole Pepper       |
|    | Galles (bandiera)      | D     | Amelia Ritchie      |
|    | Inghilterra (bandiera) | C     | Ellie Bailes        |
|    | Inghilterra (bandiera) | C     | Harley Bennett      |
|    | Inghilterra (bandiera) | C     | Hannah Churchill    |

| N. |                        | Ruolo | Calciatrice      |
| -- | ---------------------- | ----- | ---------------- |
|    | Inghilterra (bandiera) | C     | Charley Clifford |
|    | Inghilterra (bandiera) | C     | Elizabeta Ejupi  |
|    | Inghilterra (bandiera) | C     | Charlotte Gurr   |
|    | Inghilterra (bandiera) | C     | Lilli Maple      |
|    | Inghilterra (bandiera) | C     | Amber Stobbs     |
|    | Inghilterra (bandiera) | A     | Lily Agg         |
|    | Inghilterra (bandiera) | A     | Gemma Bryan      |
|    | Inghilterra (bandiera) | A     | Kit Graham       |
|    | Inghilterra (bandiera) | A     | Georgia Griffin  |